# Timex Ironman

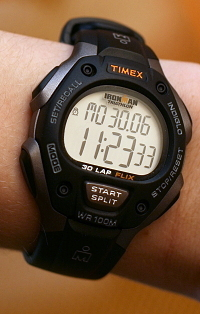
Timex T5E901 Ironman Triathlon 30 Lap FLIX

Timex Ironman (Ironman Triathlon) jsou digitální sportovní hodinky společnosti Timex. Vyrábí se v různých obměnách od roku 1986 dodnes.

## Historie
Na vývoji hodinek pracovala firma Timex společně s pořadateli triatlonu Ironman od roku 1984 a do výroby se dostaly v roce 1986, když získal Timex práva na název Ironman.